# Адміністративний устрій Кременчука

Автозаводський і Крюківський райони на мапі Кременчука.

Адміністративний устрій Кременчука представлений двома районами: Автозаводським районом (144 тис. жителів) і Крюківським районом (93 тис. жителів)

## Райони
Місто розділене на два райони: Автозаводський район (144 тис. жителів) і Крюківський район (93 тис. жителів)
Указом Президії Верховної Ради Української РСР від 3 березня 1975 року утворено Крюківський район у м. Кременчук і ліквідовано Великокохнівську раду Кременчуцького району, а село Велика Кохнівка включено до складу міста.
Крюківський район знаходиться не лише на правому березі (Крюків, Раківка, Кострома), а також займає частину центру із залізничним вокзалом та мікрорайони Перший, Другий і Третій занасипи.
До Автозаводського входить частина центру із міськвиконкомом, Щемилівка, Ревівка (Реївка), Новоіванівка, Чередники, Млинки-Лашки, Велика Кохнівка, селище Молодіжне).
Межа між районами проходить вулицями Небесної Сотні, Троїцька, Проспект Свободи та Європейською.

## Виборчі округи
Місто складається з виборчого округу 146 і частини виборчого округу 150. До складу 146 округу входять частина Автозаводського району (все що на південь від мікрорайону Ближнє Молодіжне) і Крюківський район. А до складу виборчого округу 150 належить частина Автозаводського району (мікрорайон Ближнє Молодіжне і все що на північ від нього) разом з містом Горішні Плавні, Глобинським і Кременчуцьким районами.

## Місцевості
Місцевості Кременчука
| Місцевості      | Район          | Основні вулиці | Карта |
| --------------- | -------------- | --- | ----- |
| Велика Кохнівка | Автозаводський | Проспект Лесі Українки Полтавський проспект Вулиця Козацька Вулиця Якова Петруся Вулиця Молодогвардіців Вулиця Вільної України                            |       |
| Млинки-Лашки    | Автозаводський | Вулиця Ігоря Сікорського Проїзд Андрія Ізюмова Вулиця Василя Симоненка                                                                                    |       |
| Молодіжне       | Автозаводський | Проспект Лесі Українки Вулиця Молодіжна Вулиця Воїнів-Інтернаціоналістів Вулиця Керченська Вулиця Героїв України 287-й квартал 297-й квартал              |       |
| Новоіванівка    | Автозаводський | Вулиця Київська Вулиця Миру Провулок Олега Кошового Вулиця Вадима Пугачова                                                                                |       |
| Нагірна частина | Автозаводський | Проспект Свободи Вулиця Вадима Пугачова Гвардійська вулиця Вулиця Вадима Бойка Вулиця Київська Провулок Бреста Європейська вулиця Автокразівський бульвар |       |
| Ревівка         | Автозаводський | Вулиця Богдана Хмельницького Вулиця Омеляна Пугачова Вулиця Юрія Кондратюка Вулиця Раїси Кириченко Вулиця Кооперативна                                    |       |
| Центр           | Крюківський    | Вул. Івана Мазепи Соборна вулиця Бульвар Пушкіна Вулиця Ігоря Сердюка Вулиця Небесної Сотні Вулиця Шевченка Вулиця Академіка Маслова                      |       |
| Червона Гірка   | Автозаводський | Вулиця Павлова |       |
| Чередники       | Автозаводський | Вулиця Залізнична Будівельний провулок Вулиця Чкалова Кагамлицька вулиця                                                                                  |       |
| Щемилівка       | Автозаводський | Вулиця Небесної Сотні Вулиця Шевченка Вулиця 8-о Березня Вулиця Ткаченка                                                                                  |       |
| Перший занасип  | Крюківський    | Вулиця Велика Набережна Вулиця Миколи Кучми |       |
| Другий занасип  | Крюківський    | Вулиця Салганна Вулиця Кохнівська Вулиця Карпенка-Карого                                                                                                  |       |
| Третій занасип  | Крюківський    | Вулиця Суворова Вулиця Занасипський Шлях Вулиця Мічуріна Вулиця Паризької Комуни                                                                          |       |
| Кострома        | Крюківський    | Вулиця Республіканська |       |
| Крюків          | Крюківський    | Вул. Івана Приходька Вулиця Макаренка Вулиця Академіка Герасимовича Вулиця Чумацький Шлях Вулиця Гайдамацька Вулиця Василя Стуса Вулиця Республіканська   |       |
| Раківка         | Крюківський    | Набережна Лейтенанта Дніпрова Вулиця Республіканська Вулиця Генерала Манагарова Вулиця Правобережна                                                       |       |

## Квартали
- 101-й квартал
- 274-й квартал
- 278-й квартал
- 287-й квартал
- 297-й квартал
- 304-й квартал